# Galeruca monticola
Galeruca monticola là một loài bọ cánh cứng trong họ Chrysomelidae. Loài này được Kiesenwetter miêu tả khoa học năm 1850.